# دجیل
الدجیل (به عربی: الدجیل) یک منطقهٔ مسکونی در عراق است که در استان صلاح‌الدین در فاصله ۶۰کیلومتری بغداد واقع شده‌است. الدجیل ۱۰۰٬۰۰۰ نفر جمعیت دارد.